# کمیسیون اقتصادی سازمان ملل متحد برای آفریقا
کمیسیون اقتصادی سازمان ملل متحد برای آفریقا در سال ۱۹۵۸ (میلادی) به‌دست شورای اقتصادی و اجتماعی سازمان ملل متحد پایه‌گذاری شد تا به دنبال پیشنهادی از سوی مجمع عمومی سازمان ملل متحد کشورهای آفریقایی را به همکاری اقتصادی تشویق کند.
این کمیسیون یکی از ۵ کمیسیون منطقه‌ای است و ۵۴ کشور در قاره آفریقا، عضو آن هستند.

## برنامه‌ها
کار کمیسیون اقتصادی سازمان ملل متحد برای آفریقا به ۶ بخش تقسیم می‌شود:
- دفتر آفریقایی برای آمار
- سیاست اقتصاد کلان
- سیاست دگرگونی اجتماعی
- نوآوری و فناوری
- بازرگانی و همبستگی منطقه‌ای
- گسترش گنجایش‌ها

## ستادها
- آدیس آبابا، اتیوپی، (ستاد اصلی، تالار آفریقا، گشایش در ۱۹۶۱ (میلادی))[۳]
- یائونده، کامرون، (ستاد زیرگروهی برای آفریقای مرکزی)
- کیگالی، رواندا (ستاد زیرگروهی برای خاور آفریقا)
- ربات، مراکش (ستاد زیرگروهی برای شمال آفریقا)
- لوساکا، زامبیا (ستاد زیرگروهی برای جنوب آفریقا)
- نیامی، نیجر (ستاد زیرگروهی برای باختر آفریقا)